# Moríñigo
Moríñigo es un municipio y localidad española de la provincia de Salamanca, en la comunidad autónoma de Castilla y León. Se integra dentro de la comarca de Las Villas. Pertenece al partido judicial de Peñaranda y a la Mancomunidad Zona de Cantalapiedra y Las Villas.
Su término municipal está formado por un solo núcleo de población, ocupa una superficie total de 8,36 km² y según los datos demográficos recogidos en el padrón municipal elaborado por el INE en el año 2017, cuenta con una población de 106 habitantes.

## Historia
Su fundación se remonta a la repoblación efectuada por los reyes de León en la Edad Media, quedando integrado en el cuarto de Villoria de la jurisdicción de Salamanca, dentro del Reino de León, denominándose entonces Moronegro. Con la creación de las actuales provincias en 1833, Moríñigo quedó encuadrado en la provincia de Salamanca, dentro de la Región Leonesa.

## Geografía humana

### Demografía
Cuenta con una población de 88 habitantes (INE 2024).

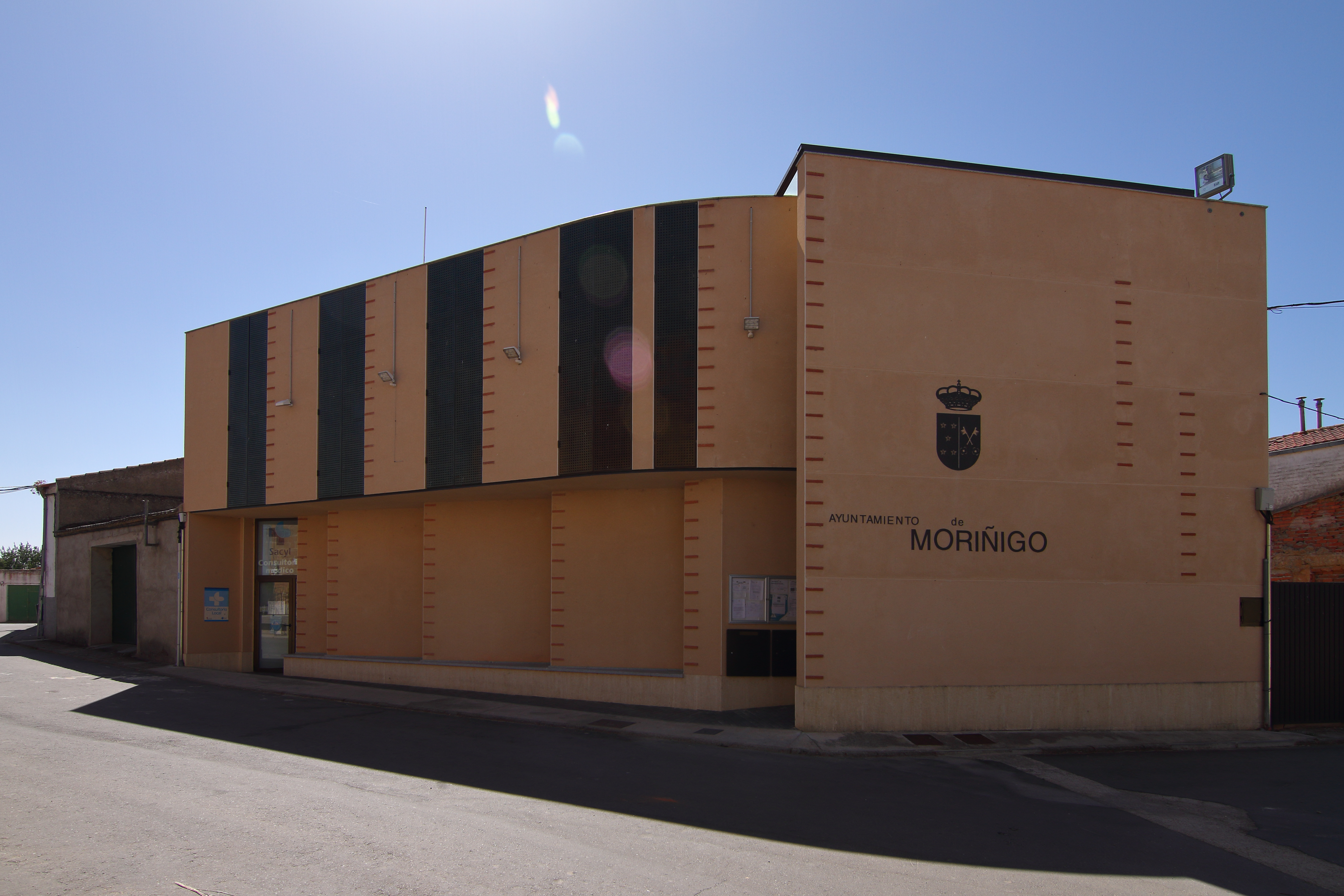
Casa consistorial.

| Gráfica de evolución demográfica de Moriñigo entre 1842 y 2021                                                        |
| |
| Población de derecho según los censos de población del INE. Población de hecho según los censos de población del INE. |

## Administración y política
| Partido político                              | 2019  | 2019  | 2019       | 2015  | 2015  | 2015       | 2011  | 2011  | 2011       | 2007  | 2007  | 2007       | 2003  | 2003  | 2003       |
| Partido político                              | %     | Votos | Concejales | %     | Votos | Concejales | %     | Votos | Concejales | %     | Votos | Concejales | %     | Votos | Concejales |
| Partido Popular (PP)                          | 47,83 | 33    | 2          | 61,02 | 36    | 3          | 57,32 | 47    | 3          | 55,79 | 53    | 3          | 57,29 | 55    | 4          |
| Partido Socialista Obrero Español (PSOE)      | 37,68 | 26    | 1          | 40,68 | 24    | 2          | 37,80 | 31    | 2          | 33,68 | 32    | 1          | 35,42 | 34    | 1          |
| Unión del Pueblo Salmantino (UPSa)            | —     | —     | —          | —     | —     | —          | —     | —     | —          | 32,63 | 31    | 1          | —     | —     | —          |
| Unidad Regionalista de Castilla y León (URCL) | —     | —     | —          | —     | —     | —          | —     | —     | —          | —     | —     | —          | 1,04  | 1     | 0          |

## Monumentos y lugares de interés

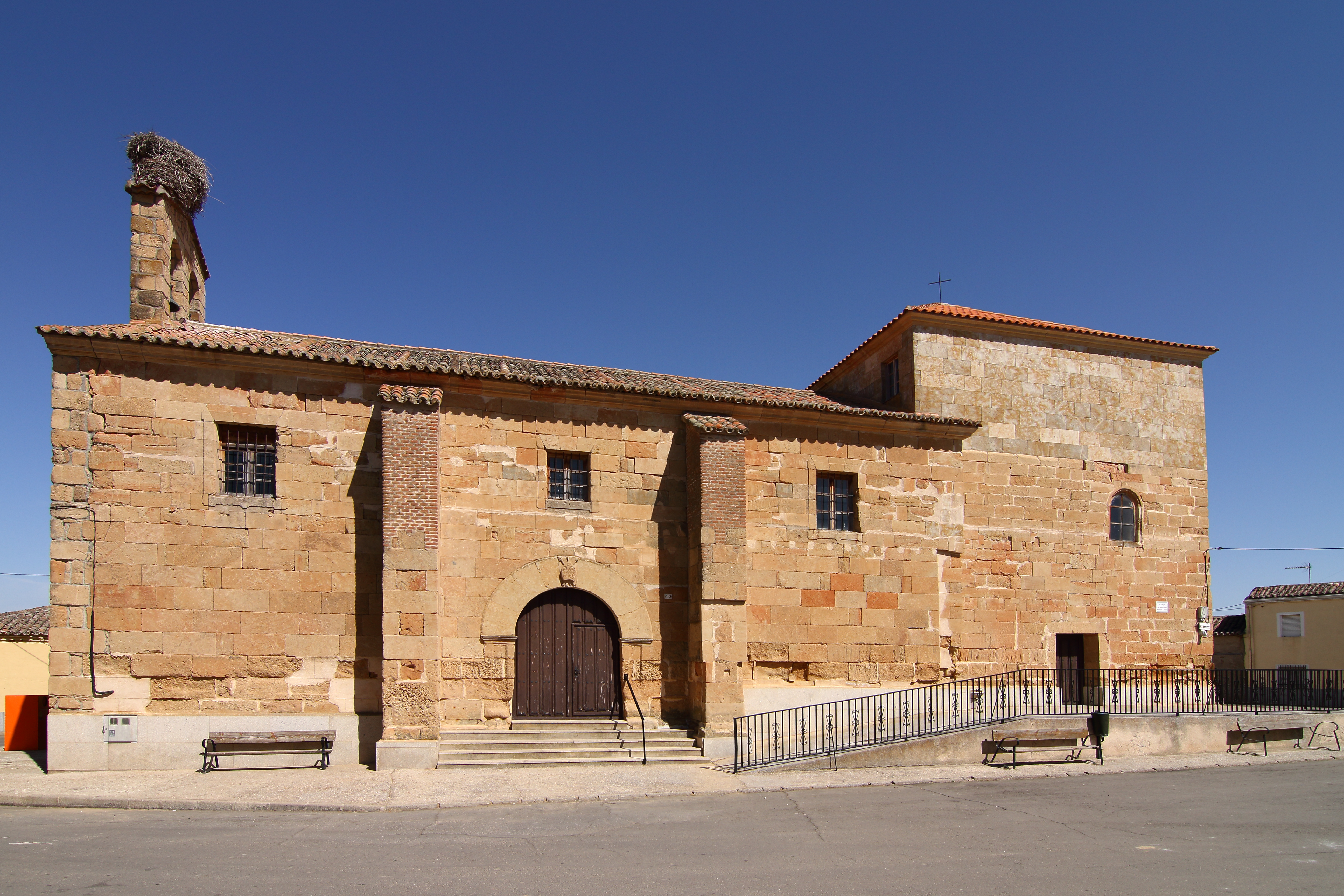
Iglesia de San Pedro Advincula

- Iglesia de San Pedro ad Víncula (siglo XVI).

## Cultura

### Fiestas
- San Antonio de Padúa (13 de junio)

## Moriñigueses ilustres
- Francisco Sánchez Barbero (1764-1819), poeta, periodista y erudito.